# Panteón de la Patria y la Libertad Tancredo Neves
El Panteón de la Patria y la Libertad Tancredo Neves (En portugués: Panteão da Pátria e da Liberdade Tancredo Neves) es un cenotafio ubicado en Brasilia, Brasil. 
La construcción es un monumento cívico destinado a honrar a los héroes y heroínas de Brasil que, de alguna manera, sirvieron para engrandecer a la nación brasileña. Además de la exposición permanente del Libro de los Héroes y Heroínas de la Patria, o "Libro de Acero", en el que se entroniza a los héroes, el espacio cultural, que pertenece al "Centro Cultural Três Poderes", celebra los ideales de democracia y libertad, rindiendo especial homenaje a las figuras de Tiradentes y Tancredo Neves. En la primera planta se exponen los registros de la importante figura política de Tancredo Neves durante el período de redemocratización del país tras la dictadura militar. La planta superior alberga el Libro de Acero y el gran panel sobre la Inconfidência Mineira, que retrata históricamente el movimiento de liberación. 
El espacio, situado en la Praça dos Três Poderes y gestionado por la Secretaría de Estado de Cultura del Distrito Federal, está abierto, al igual que las demás instalaciones que componen el Centro Cultural Três Poderes, de martes a domingo -incluidos los días festivos- de 9:00 a 18:00. El lugar cuenta con una plataforma de accesibilidad para usuarios de sillas de ruedas.

## Historia
La idea de erigir un monumento para honrar a los que se destacaron en nombre de la patria brasileña surgió en el Palacio de Planalto, durante la conmoción nacional causada por la muerte de Tancredo Neves, el primer presidente civil elegido - aunque indirectamente - después de veinte años de régimen militar, en 1984.
El Panteón fue construido y donado al gobierno del Distrito Federal por la Fundación Bradesco, e inaugurado el 7 de septiembre de 1986 por el entonces presidente José Sarney. Al no tratarse de un mausoleo, el término correcto para el monumento debería ser cenotafio, que significa monumento funerario erigido para honrar a alguna persona o grupo de personas cuyos restos se encuentran en otro lugar o en un lugar desconocido. 

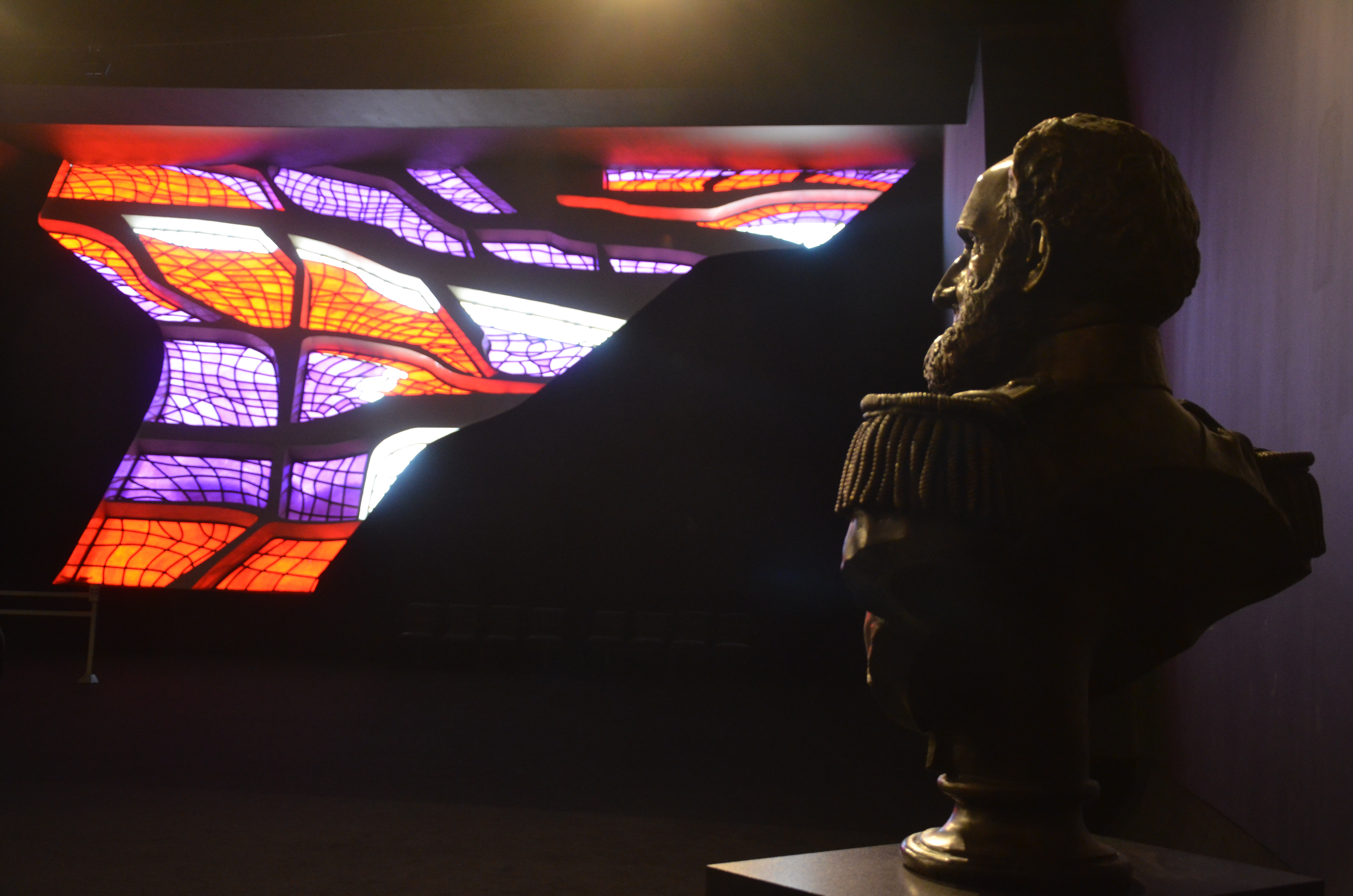
Vitral de Marianne Peretti.

Se encuentra junto a las demás instalaciones que componen el Centro Cultural en la Praça dos Três Poderes, en Brasilia. Creado por Oscar Niemeyer, presenta arquitectura modernista simbolizando una o dos palomas según el punto de vista. Su primera piedra fue colocada por el Presidente de Francia, François Mitterrand, el 15 de octubre de 1985.
El espacio expositivo, dedicado íntegramente a Tancredo Neves, se reinauguró en 2013. El nuevo diseño, comisariado por Marcello Dantas y Silvia Albertini, favorece el contacto directo entre el público y los temas tratados, mediante la exhibición de copias de documentos, películas de Silvio Tendler y tecnologías interactivas.

## Estructura

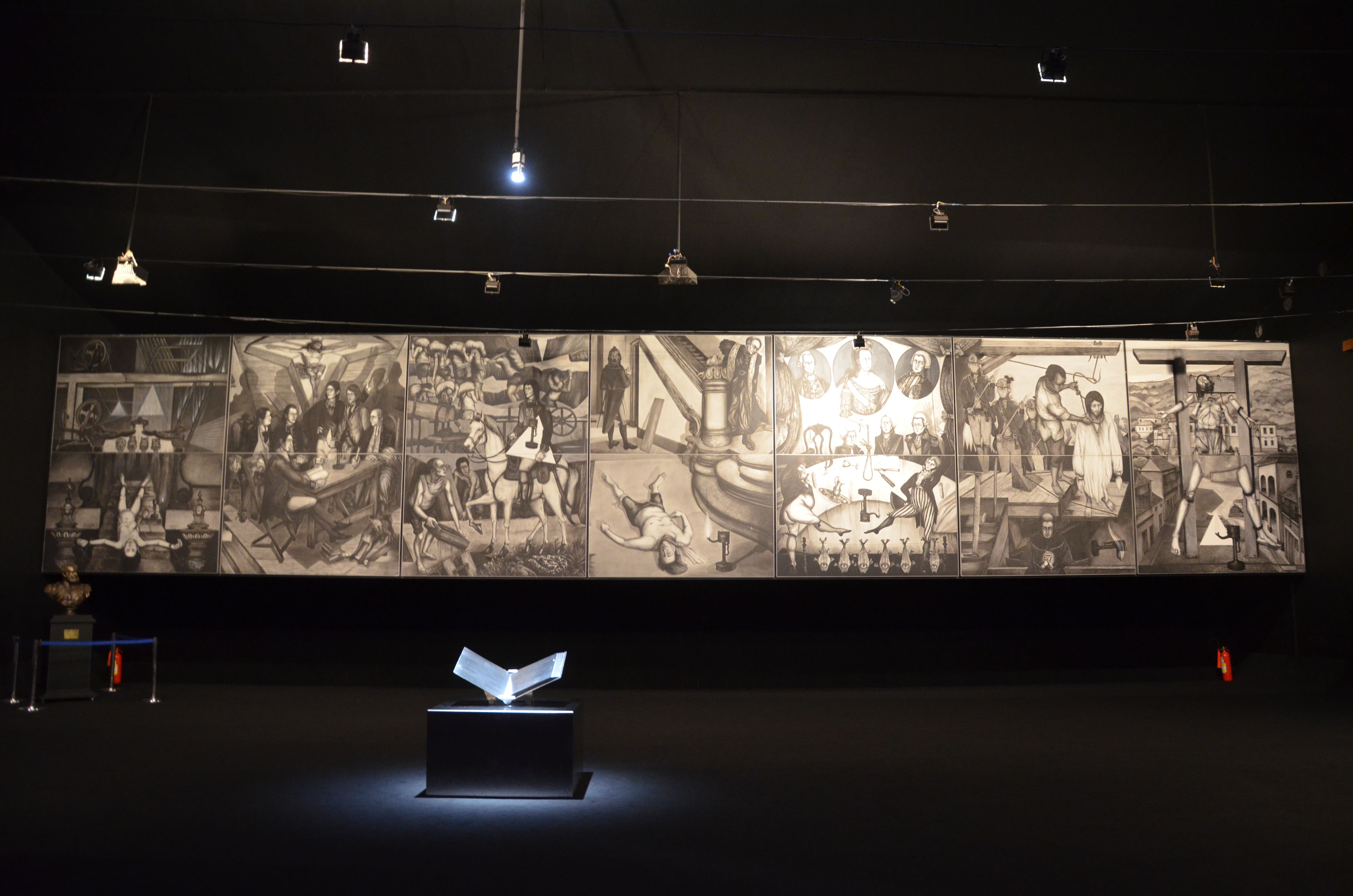
Panel de la "Inconfidência" y Libro de Acero.

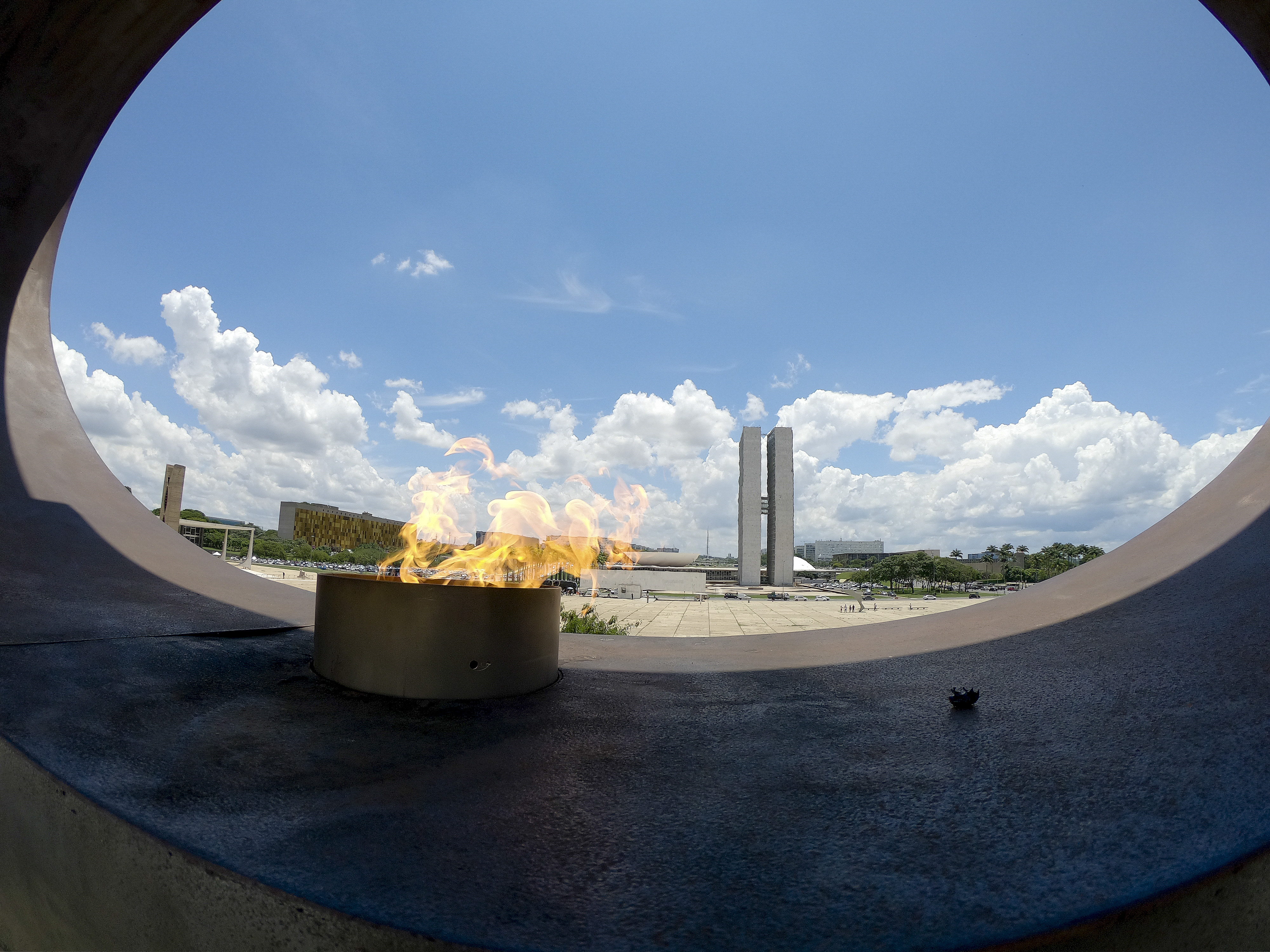
Pira de la Patria.

En la zona exterior del Panteón se encuentra la Pira de la Patria y de la Libertad, siempre encendida, símbolo del fuego de la Patria. Tres paneles curvos que representan al Ejército, la Armada y la Fuerza Aérea, guardianes de la democracia, componen la zona exterior. El edificio está revestido de losas opacas de mármol y tiene tres plantas, con un total de 2.105 m². En su interior, el Salón Rojo rinde homenaje al presidente Tancredo Neves, donde está instalado el Mural de la Libertad del artista Athos Bulcão, símbolo del movimiento de la Inconfidência Mineira.
En el tercer piso está la Sala Negra, donde se encuentra el vitral de Marianne Peretti (autora también de los vitrales de la Catedral de Nuestra Señora de Aparecida), el Panel de la Inconfidência Mineira del artista João Câmara y el Libro de Acero de los Héroes Nacionales. 
El Panteón fue declarado como patrimonio histo´rico en el 2007 por el IPHAN, junto con otras 24 obras de Oscar Niemeyer, que había cumplido 100 años.
A diferencia de otros panteones, el Panteón de la Patria no contiene la tumba de ninguno de los homenajeados. La estructura también alberga dos esculturas en honor a los mártires de la Inconfidência Mineira. La primera, titulada "Mural da Liberdade", fue realizada por Athos Bulcão y se encuentra en el segundo piso, en el Salón Rojo. Consta de tres paredes modulares, cada una de 13,54 metros de largo y 2,76 metros de alto, que forman el triángulo que simboliza el movimiento en Minas Gerais. El segundo, titulado "Painel da Inconfidência Mineira", fue creado por João Câmara Filho y se encuentra en el tercer piso. Consta de siete paneles, cada uno ilustrando una fase de la inconfidência, centrándose en la tortura de Tiradentes.

## Libro de los Héroes y Heroínas de la Patria

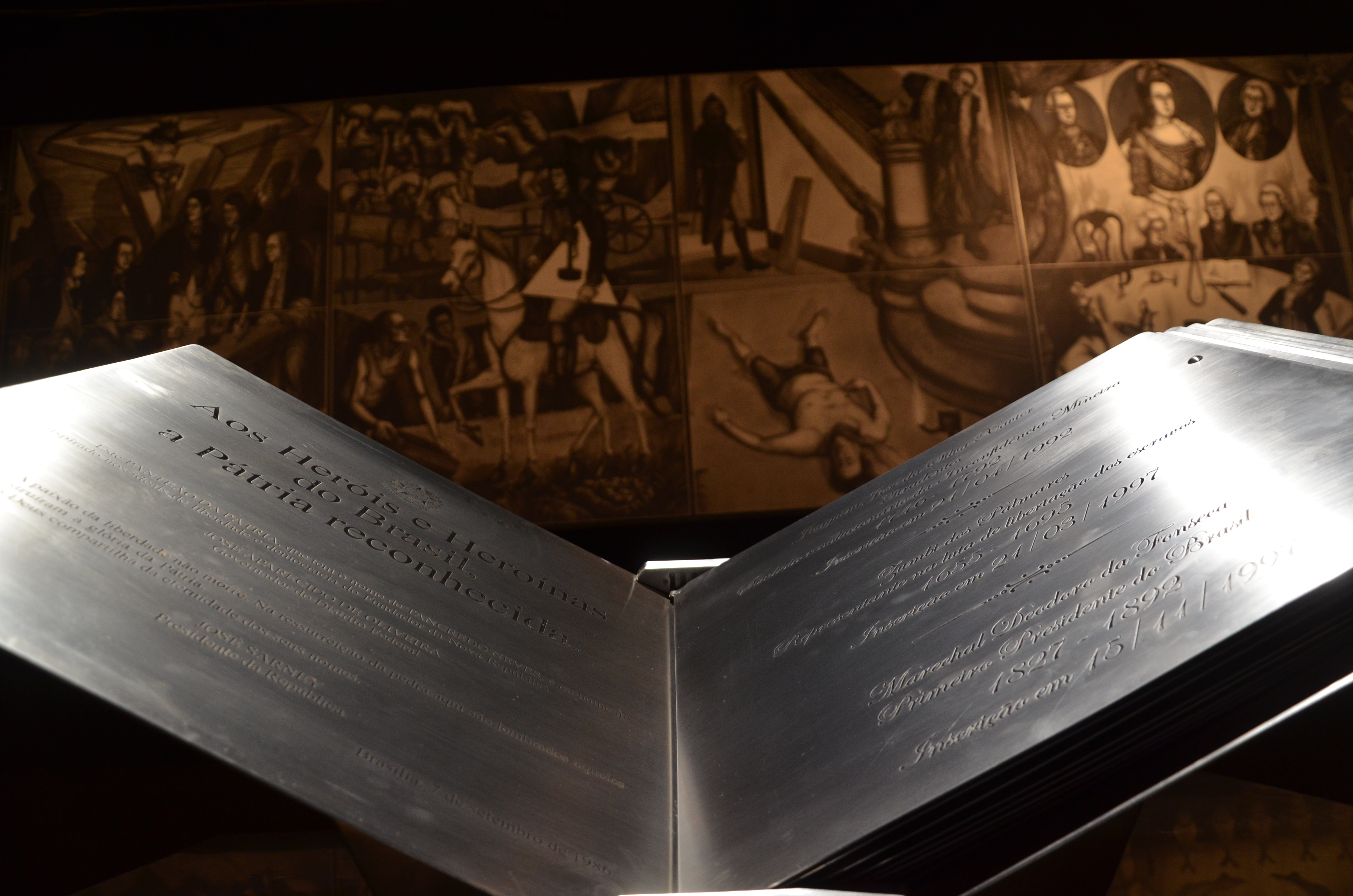
Libro de Acero de Héroes y Heroínas de la Patria

Los nombres de los homenajeados constan en el Libro de Acero (en portugués: Livro de Aço), también llamado "Libro de los Héroes y Heroínas de la Patria" (en portugués: Livro dos Heróis e Heroínas da Pátria), lo que les confiere el estatus de héroe nacional. El libro se encuentra en el tercer piso, entre el Painel da Inconfidência, escultura en homenaje a los mártires del levantamiento mineiro del siglo XVIII y el vitral de Marianne Peretti. Cada vez que se grava un nuevo nombre en sus páginas de metal junto con su respectiva biografía, se realiza una ceremonia in memoriam del homenajeado.